# Geellelhoningeter
De geellelhoningeter (Anthochaera paradoxa) is een zangvogel uit de familie Meliphagidae (honingeters).

## Verspreiding en leefgebied
Deze soort is endemisch in Tasmanië en telt twee ondersoorten:
- A. p. paradoxa: Tasmanië.
- A. p. kingi: Kingeiland (nabij noordwestelijk Tasmanië).

## Status
De grootte van de populatie is niet gekwantificeerd maar de soort wordt omschreven als algemeen, behalve in het westen van Tasmanië. Op de Rode lijst van de IUCN heeft deze soort de status niet bedreigd.